# Edificio Panamericana Plaza
El Edificio Panamericana Plaza (originalmente conocido como Torre Lloyd's) es una torre de oficinas, ubicada en la intersección de las calles Tronador y Vedia del barrio de Saavedra, en la Ciudad de Buenos Aires, Argentina. El edificio posee una superficie total de 11.900 m² y una altura de 94 metros.
Al inicio el edificio poseía un cartel publicitario del banco Lloyds TSB, luego de que dicha empresa dejara el país, el cartel fue contratado por la compañía de telefonía celular Personal y actualmente fue contratado por la compañía de consultoría y recursos humanos Randstad

## Ubicación
El edificio cuenta con una ubicación privilegiada por estar ubicado a escasos 50 metros de la intersección entre la Avenida General Paz y la Autopista Panamericana, estando ubicado por tanto en un eje de transporte automotor muy importante.
A unos escasos 200 metros de este edificio se encuentra el DOT Baires Shopping.

## Transporte

### Automotor
Debido a que se encuentra cerca de la Avenida General Paz, la Autopista Panamericana y la Lugones, el transporte automotor permite un fácil y rápido acceso.

### Tren
A unas 10 cuadras (1000 metros) del edificio se encuentra la estación de trenes Estación Luis María Saavedra perteneciente al Ramal Retiro-Mitre del Ferrocarril General Bartolomé Mitre.

### Colectivo
En las inmediaciones del edificio se encuentran numerosas líneas de colectivos que recorren la zona.
Algunas líneas de colectivos que pasan por la zona de la estación:
- 15, 21, 28, 57, 60, 71, 76, 110, 117 y 130.

## Situación del edificio dentro del barrio
El edificio se encuentra en uno de los límites del barrio, dentro de una zona residencial, con la excepción del propio edificio, el DOT Baires Shopping y la Fábrica Philips ubicada a escasos 50 metros del edificio.

## Curiosidades
El edificio fue utilizado como locación para el capítulo 7 de la segunda temporada de la serie Los simuladores simulando ser la sede del FBI en Washington D. C.